# Білл Гарріс (плавець)
Білл Гарріс (англ. Bill Harris, 26 жовтня 1897 — 7 березня 1961) — американський плавець.
Призер Олімпійських Ігор 1920 року.